# Amblypodia malanga
Amblypodia malanga är en fjärilsart som beskrevs av Lambertus Johannes Toxopeus 1929. Amblypodia malanga ingår i släktet Amblypodia och familjen juvelvingar. Inga underarter finns listade i Catalogue of Life.